# ラドフォード提督初等学校

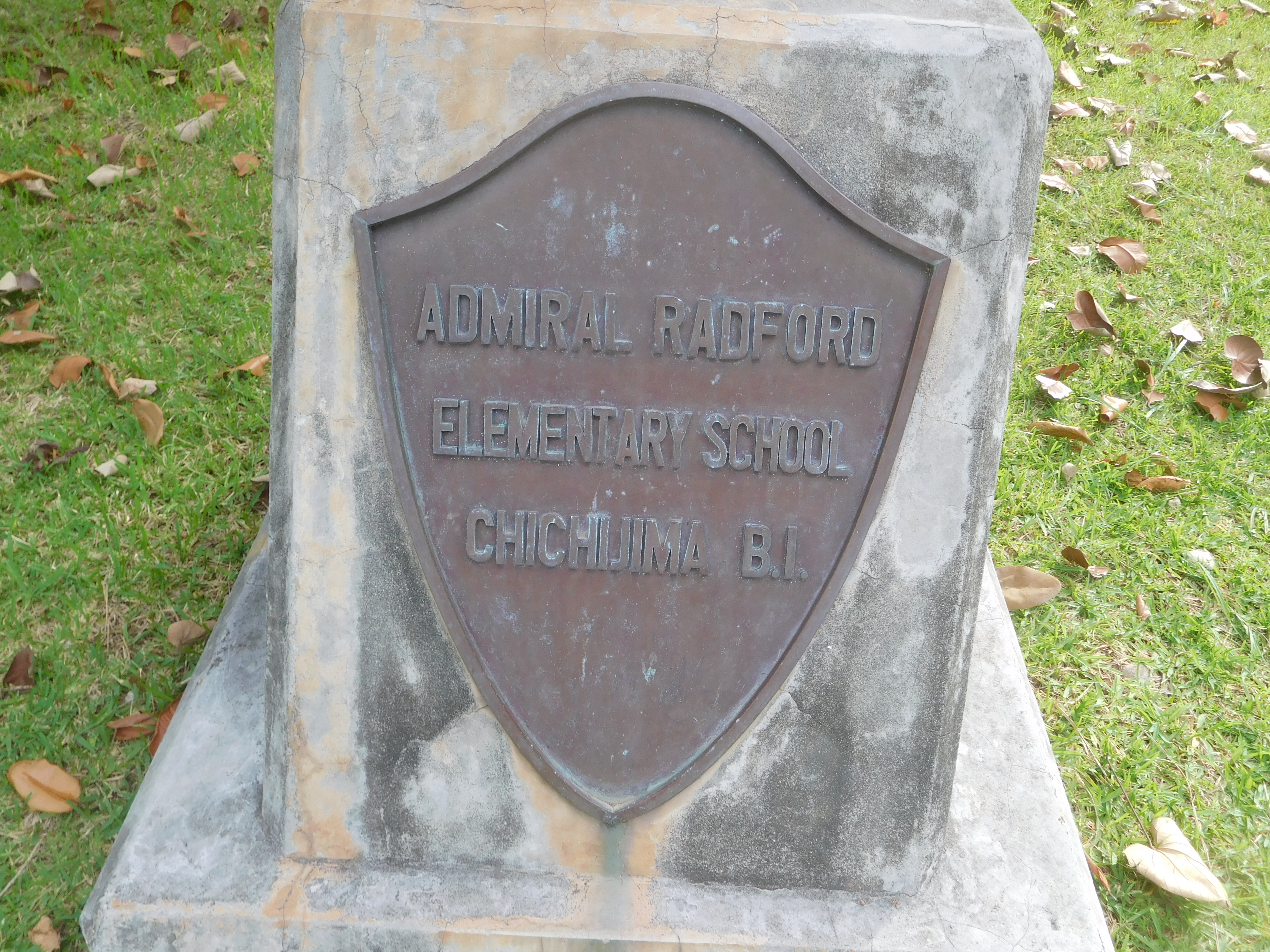
小笠原の父島のラドフォード提督初等学校の記念碑。都立大神山公園・お祭り広場にある。

ラドフォード提督初等学校（ラドフォードていとくしょとうがっこう、Admiral Radford Elementary School）は、アメリカ施政権下の小笠原諸島父島に設けられた義務教育課程の学校である。

## 概要
1956年に設立された9年制の学校で、「ラドフォード」はアメリカ海軍アーサー・ラドフォード大将の名に由来する。職員は3人であった。
学習用語は英語で、軍人や欧米系島民の子弟がここで学んだ。学校行事や特別活動などの学科外活動は頻繁に行われ、野外映画やキャンプなどのほか、潜水艦や米軍基地に見学へ行くこともあった。
島内には高等学校は無かったので、進学希望者はグアム島の高校へ進学した。
小笠原諸島の日本復帰後は、「小笠原小学校」と「小笠原中学校」になった。

## 教科
| 学年     | 科目                                                                         |
| -------- | ---------------------------------------------------------------------------- |
| 1年～3年 | 読み方、語法、綴字、書き方、算数、音楽、美術                                 |
| 4年～6年 | 読み方、語法、綴字、書き方、算数、音楽、美術、社会、理科、体育               |
| 7年      | 読み方、語法、綴字、書き方、算数、音楽、美術、社会、理科、体育、保健         |
| 8年～9年 | 読み方、語法、綴字、書き方、算数、音楽、美術、社会、理科、体育、保健、日本語 |